# Grand Prix-wegrace van Duitsland 1953
De Grand Prix-wegrace van Duitsland 1953 was de vierde Grand Prix van wereldkampioenschap wegrace in het seizoen 1953. De races werden verreden op 19 juli op de Schottenring, een stratencircuit nabij Schotten.

## Algemeen
Dat de internationale motorsport in Duitsland enorm populair was bleek uit het aantal toeschouwers: ongeveer 200.000. Zij werden echter geconfronteerd door een boycot van de grote merken AJS, Gilera, Moto Guzzi en Norton om hun zwaardere (350- en 500 cc) machines op het slechte wegdek te laten starten. Zo won Carlo Bandirola de 350cc-race met de experimentele MV Agusta 350 4C en Walter Zeller de 500cc-race met de BMW RS 53, maar zij mochten kun WK-punten niet houden omdat de races ongeldig werden verklaard. Alleen de lichte klassen reden wel omdat dat door hun beperkte vermogen minder gevaarlijk werd geacht. De organisatie van de Duitse Grand Prix op de Schottenring was dientengevolge eenmalig: er zou nooit meer een WK-Grand Prix gehouden worden.

## 250cc-klasse
Werner Haas won de 250cc-race met de NSU Rennmax en omdat Fergus Anderson met de Moto Guzzi Bialbero 250 niet scoorde bracht dit Haas alleen aan de leiding van het wereldkampioenschap. August Hobl werd met de DKW RM 250 derde.
| Pos | Coureur         | Merk       | Tijd      | Punten |
| --- | --------------- | ---------- | --------- | ------ |
| 1   | Werner Haas     | NSU        | 1:12"30'4 | 8      |
| 2   | Alano Montanari | Moto Guzzi | +42'4     | 6      |
| 3   | August Hobl     | DKW        | +49'9     | 4      |
| 4   | Walter Reichert | NSU        |           | 3      |
| 5   | Otto Daiker     | NSU        |           | 2      |
| 6   | Rupert Hollaus  | Moto Guzzi |           | 1      |

| Coureur           | Merk       |
| ----------------- | ---------- |
| Ken Kavanagh      | Moto Guzzi |
| Sid Willis        | Velocette  |
| Siegfried Wünsche | DKW        |
| Wolfgang Brand    | NSU        |
| Arthur Wheeler    | Moto Guzzi |
| Fergus Anderson   | Moto Guzzi |
| Tommy Wood        | Moto Guzzi |
| Reg Armstrong     | NSU        |
| Enrico Lorenzetti | Moto Guzzi |
| Umberto Masetti   | NSU        |

### Top tien tussenstand 250cc-klasse
| Pos | Coureur           | Merk       | Ptn |
| --- | ----------------- | ---------- | --- |
| 1   | Werner Haas       | NSU        | 22  |
| 2   | Fergus Anderson   | Moto Guzzi | 14  |
| 3   | Siegfried Wünsche | DKW        | 6   |
| 3   | Alano Montanari   | Moto Guzzi | 6   |
| 5   | August Hobl       | DKW        | 5   |
| 6   | Reg Armstrong     | NSU        | 4   |
| 7   | Enrico Lorenzetti | Moto Guzzi | 3   |
| 7   | Arthur Wheeler    | Moto Guzzi | 3   |
| 7   | Walter Reichert   | NSU        | 3   |
| 10  | Sid Willis        | Velocette  | 2   |
| 10  | Otto Daiker       | NSU        | 2   |

## 125cc-klasse
Carlo Ubbiali won de 125cc-race met de MV Agusta 125 Bialbero, maar had minder dan twee seconden voorsprong op Werner Haas met de NSU Rennfox. Ubbiali klom daardoor naar de tweede plaats in het WK, maar hij vormde nog geen echte bedreiging voor Haas, die bleef leiden.
| Pos | Coureur         | Merk      | Tijd      | Punten |
| --- | --------------- | --------- | --------- | ------ |
| 1   | Carlo Ubbiali   | MV Agusta | 1:00"34'7 | 8      |
| 2   | Werner Haas     | NSU       | +1'7      | 6      |
| 3   | Otto Daiker     | NSU       | +23'2     | 4      |
| 4   | Angelo Copeta   | MV Agusta | +1"32'1   | 3      |
| 5   | Walter Reichert | NSU       | +2"36'7   | 2      |
| 6   | Karl Lottes     | MV Agusta | +3"02'4   | 1      |

| Coureur        | Merk      | Oorzaak   |
| -------------- | --------- | --------- |
| Les Graham (†) | MV Agusta | Overleden |

| Coureur          | Merk      |
| ---------------- | --------- |
| Rupert Hollaus   | NSU       |
| Georg Braun      | Mondial   |
| Wolfgang Brand   | NSU       |
| Marcello Cama    | Montesa   |
| Arnold Jones     | MV Agusta |
| Bill Webster     | MV Agusta |
| Cecil Sandford   | MV Agusta |
| Fron Purslow     | MV Agusta |
| Reg Armstrong    | NSU       |
| Emilio Mendogni  | Morini    |
| Luigi Zinzani    | Morini    |
| Paolo Campanelli | MV Agusta |
| Tito Forconi     | MV Agusta |
| Drikus Veer      | Morini    |
| Lo Simons        | Mondial   |

### Top tien tussenstand 125cc-klasse
| Pos | Coureur         | Merk      | Ptn |
| --- | --------------- | --------- | --- |
| 1   | Werner Haas     | NSU       | 20  |
| 2   | Carlo Ubbiali   | MV Agusta | 14  |
| 3   | Cecil Sandford  | MV Agusta | 8   |
| 3   | Les Graham (†)  | MV Agusta | 8   |
| 5   | Angelo Copeta   | MV Agusta | 6   |
| 6   | Otto Daiker     | NSU       | 4   |
| 7   | Luigi Zinzani   | Morini    | 3   |
| 8   | Walter Reichert | NSU       | 2   |
| 8   | Arnold Jones    | MV Agusta | 2   |
| 8   | Bill Webster    | MV Agusta | 2   |
| 8   | Drikus Veer     | Morini    | 2   |

1925 · 1926 · 1927 · 1928 · 1929 · 1930 · 1931 · 1933 · 1934 · 1935 · 1936 · 1937 · 1938 · 1939 · 1949 · 1950 · 1951 · 1952 · 1953 · 1954 · 1955 · 1956 · 1957 · 1958 · 1959 · 1960 · 1961 · 1962 · 1963 · 1964 · 1965 · 1966 · 1967 · 1968 · 1969 · 1970 · 1971 · 1972 · 1973 · 1974 · 1975 · 1976 · 1977 · 1978 · 1979 · 1980 · 1981 · 1982 · 1983 · 1984 · 1985 · 1986 · 1987 · 1988 · 1989 · 1990 · 1991 · 1992 · 1993 · 1994 · 1995 · 1996 · 1997 · 1998 · 1999 · 2000 · 2001 · 2002 · 2003 · 2004 · 2005 · 2006 · 2007 · 2008 · 2009 · 2010 · 2011 · 2012 · 2013 · 2014 · 2015 · 2016 · 2017 · 2018 · 2019 · 2021 · 2022 · 2023 · 2024 · 2025